# Motohiro Yamaguchi
Motohiro Yamaguchi (jap. 山口素弘 Yamaguchi Motohiro; ur. 29 stycznia 1969 w Takasaki) – japoński piłkarz i trener, reprezentant kraju grający na pozycji obrońcy.

## Kariera klubowa
Yamaguchi swoją karierę piłkarską rozpoczął w 1991 w zespole Yokohama Flügels. Największym sukcesem w barwach drużyny z Jokohamy było zwycięstwo w azjatyckim Pucharze Zdobywców Pucharów w sezonie 1994/95 oraz w azjatyckim Superpucharze w 1995. Dwukrotnie wygrał z zespołem rozgrywki o Puchar Cesarza w latach 1993 i 1998. Łącznie przez 7 lat gry dla Flügels zagrał w 213 spotkaniach, w których strzelił 30 bramek. 
W 1999 zasilił szeregi zespołu Nagoya Grampus Eight. Już w pierwszym sezonie gry dla Grampus zdobył Puchar Cesarza. Był to trzeci triumf Yamaguchiego w tych rozgrywkach. Przez 4 lata gry w Nagoi zagrał w 110 spotkaniach, w których strzelił 6 bramek. W 2003 przeszedł do drugoligowego Albirex Niigata. Pierwszy sezon w tej drużynie zakończył się awansem do J1 League. 
Od 2005 występował w ekipie Yokohama FC. W 2006 wywalczył z drużyną awans na najwyższy poziom rozgrywkowy w Japonii. Sezon 2007 zespół z Jokohamy zakończył spadkiem do J2 League, a Yamaguchi zakończył karierę piłkarską.
| Sezon | Klub                 | Kraj    | Rozgrywki | Mecze | Bramki |
| ----- | -------------------- | ------- | --------- | ----- | ------ |
| 1991  | Yokohama Flügels     | Japonia | J1 League | 22    | 1      |
| 1992  | Yokohama Flügels     | Japonia | J1 League | 0     | 0      |
| 1993  | Yokohama Flügels     | Japonia | J1 League | 35    | 3      |
| 1994  | Yokohama Flügels     | Japonia | J1 League | 34    | 2      |
| 1995  | Yokohama Flügels     | Japonia | J1 League | 41    | 3      |
| 1996  | Yokohama Flügels     | Japonia | J1 League | 28    | 8      |
| 1997  | Yokohama Flügels     | Japonia | J1 League | 19    | 6      |
| 1998  | Yokohama Flügels     | Japonia | J1 League | 34    | 7      |
| 1999  | Nagoya Grampus Eight | Japonia | J1 League | 29    | 2      |
| 2000  | Nagoya Grampus Eight | Japonia | J1 League | 28    | 1      |
| 2001  | Nagoya Grampus Eight | Japonia | J1 League | 28    | 1      |
| 2002  | Nagoya Grampus Eight | Japonia | J1 League | 25    | 2      |
| 2003  | Albirex Niigata      | Japonia | J2 League | 42    | 4      |
| 2004  | Albirex Niigata      | Japonia | J1 League | 29    | 2      |
| 2005  | Albirex Niigata      | Japonia | J1 League | 12    | 0      |
| 2005  | Yokohama FC          | Japonia | J2 League | 18    | 0      |
| 2006  | Yokohama FC          | Japonia | J2 League | 46    | 0      |
| 2007  | Yokohama FC          | Japonia | J1 League | 20    | 0      |

## Kariera reprezentacyjna
Karierę reprezentacyjną rozpoczął 6 stycznia 1995 w meczu przeciwko reprezentacji Nigerii, przegranym 0:3, rozgrywanym w ramach Pucharu Konfederacji 1995. Podczas tego turnieju zagrał także w meczu z Argentyną. W 1996 wziął udział w Pucharze Azji, na którym zagrał w czterech spotkaniach z Syrią i Uzbekistanem, Chinami i Kuwejtem. 
Był ważnym zawodnikiem reprezentacji podczas eliminacji do Mistrzostw Świata 1998, zakończonych awansem do turnieju. Podczas eliminacji zagrał w 14 spotkaniach, strzelając jedną bramkę (przeciwko Korei Południowej). Po otrzymaniu powołania na turniej finałowy zagrał w trzech meczach grupowych z Argentyną, Chorwacją i Jamajką. Mecz z Jamajką był jego ostatnim spotkaniem w reprezentacji. Łącznie Motohiro Yamaguchi w latach 1995–1998 wystąpił w 58 spotkaniach, w których strzelił 4 bramki.
| Mecze i gole w reprezentacji | Mecze i gole w reprezentacji | Mecze i gole w reprezentacji | Mecze i gole w reprezentacji | Mecze i gole w reprezentacji | Mecze i gole w reprezentacji | Mecze i gole w reprezentacji |
| #                            | Data                         | Miasto                       | Przeciwnik                   | Gol                          | Wynik                        | Rozgrywki                    |
| ---------------------------- | ---------------------------- | ---------------------------- | ---------------------------- | ---------------------------- | ---------------------------- | ---------------------------- |
| 1.                           | 06.01.1995                   | Rijad                        | Nigeria                      |                              | 0:3                          | Puchar Konfederacji 1995     |
| 2.                           | 08.01.1995                   | Rijad                        | Argentyna                    |                              | 1:5                          | Puchar Konfederacji 1995     |
| 3.                           | 15.02.1995                   | Sydney                       | Australia                    |                              | 1:2                          | towarzyski                   |
| 4.                           | 21.02.1995                   | Hongkong                     | Korea Południowa             |                              | 1:1                          | Dynasty Cup                  |
| 5.                           | 23.02.1995                   | Hongkong                     | Chiny                        |                              | 2:1                          | Dynasty Cup                  |
| 6.                           | 26.02.1995                   | Hongkong                     | Korea Południowa             | Gol                          | 2:2                          | Dynasty Cup                  |
| 7.                           | 21.05.1995                   | Hiroszima                    | Szkocja                      |                              | 0:0                          | towarzyski                   |
| 8.                           | 28.05.1995                   | Tokio                        | Ekwador                      |                              | 3:0                          | towarzyski                   |
| 9.                           | 03.06.1995                   | Londyn                       | Anglia                       |                              | 1:2                          | Umbro Cup                    |
| 10.                          | 06.06.1995                   | Liverpool                    | Brazylia                     |                              | 0:3                          | Umbro Cup                    |
| 11.                          | 10.06.1995                   | Nottingham                   | Szwecja                      |                              | 2:2                          | Umbro Cup                    |
| 12.                          | 06.08.1995                   | Kioto                        | Kostaryka                    |                              | 3:0                          | towarzyski                   |
| 13.                          | 09.08.1995                   | Tokio                        | Brazylia                     |                              | 1:5                          | towarzyski                   |
| 14.                          | 20.09.1995                   | Tokio                        | Paragwaj                     |                              | 1:2                          | towarzyski                   |
| 15.                          | 10.02.1996                   | Wollongong                   | Australia                    | Gol                          | 4:1                          | towarzyski                   |
| 16.                          | 14.02.1996                   | Melbourne                    | Australia                    |                              | 0:3                          | towarzyski                   |
| 17.                          | 19.02.1996                   | Hongkong                     | Polska                       | Gol                          | 5:0                          | towarzyski                   |
| 18.                          | 22.02.1996                   | Hongkong                     | Szwecja                      |                              | 1:1                          | towarzyski                   |
| 19.                          | 26.05.1996                   | Tokio                        | Jugosławia                   |                              | 1:0                          | towarzyski                   |
| 20.                          | 29.05.1996                   | Fukuoka                      | Meksyk                       |                              | 3:2                          | towarzyski                   |
| 21.                          | 25.08.1996                   | Osaka                        | Urugwaj                      |                              | 5:3                          | towarzyski                   |
| 22.                          | 11.09.1996                   | Tokio                        | Uzbekistan                   |                              | 1:0                          | towarzyski                   |
| 23.                          | 13.10.1996                   | Kobe                         | Tunezja                      |                              | 1:0                          | towarzyski                   |
| 24.                          | 06.12.1996                   | Al-Ajn                       | Syria                        |                              | 2:1                          | Puchar Azji 1996             |
| 25.                          | 09.12.1996                   | Al-Ajn                       | Uzbekistan                   |                              | 4:0                          | Puchar Azji 1996             |
| 26.                          | 12.12.1996                   | Al-Ajn                       | Chiny                        |                              | 1:0                          | Puchar Azji 1996             |
| 27.                          | 15.12.1996                   | Al-Ajn                       | Kuwejt                       |                              | 0:2                          | Puchar Azji 1996             |
| 28.                          | 09.02.1997                   | Bangkok                      | Tajlandia                    | Gol                          | 1:1                          | Puchar Króla Tajlandii       |
| 29.                          | 13.02.1997                   | Bangkok                      | Szwecja                      |                              | 0:1                          | Puchar Króla Tajlandii       |
| 30.                          | 15.03.1997                   | Bangkok                      | Tajlandia                    |                              | 1:3                          | towarzyski                   |
| 31.                          | 23.03.1997                   | Maskat                       | Oman                         |                              | 1:0                          | El. MŚ 1998                  |
| 32.                          | 25.03.1997                   | Maskat                       | Makau                        |                              | 10:0                         | El. MŚ 1998                  |
| 33.                          | 27.03.1997                   | Maskat                       | Nepal                        |                              | 6:0                          | El. MŚ 1998                  |
| 34.                          | 21.05.1997                   | Tokio                        | Korea Południowa             |                              | 1:1                          | towarzyski                   |
| 35.                          | 08.06.1997                   | Tokio                        | Chorwacja                    |                              | 4:3                          | towarzyski                   |
| 36.                          | 15.06.1997                   | Osaka                        | Turcja                       |                              | 1:0                          | towarzyski                   |
| 37.                          | 22.06.1997                   | Tokio                        | Makau                        |                              | 10:0                         | El. MŚ 1998                  |
| 38.                          | 25.06.1997                   | Tokio                        | Nepal                        |                              | 3:0                          | El. MŚ 1998                  |
| 39.                          | 28.06.1997                   | Tokio                        | Oman                         |                              | 1:1                          | El. MŚ 1998                  |
| 40.                          | 13.08.1997                   | Osaka                        | Brazylia                     |                              | 0:3                          | towarzyski                   |
| 41.                          | 07.09.1997                   | Tokio                        | Uzbekistan                   |                              | 6:3                          | El. MŚ 1998                  |
| 42.                          | 19.09.1997                   | Abu Zabi                     | Zjednoczone Emiraty Arabskie |                              | 0:0                          | El. MŚ 1998                  |
| 43.                          | 28.09.1997                   | Tokio                        | Korea Południowa             | Gol                          | 1:2                          | El. MŚ 1998                  |
| 44.                          | 04.10.1997                   | Ałmaty                       | Kazachstan                   |                              | 1:1                          | El. MŚ 1998                  |
| 45.                          | 11.10.1997                   | Taszkent                     | Uzbekistan                   |                              | 1:1                          | El. MŚ 1998                  |
| 46.                          | 26.10.1997                   | Tokio                        | Zjednoczone Emiraty Arabskie |                              | 1:1                          | El. MŚ 1998                  |
| 47.                          | 01.11.1997                   | Seul                         | Korea Południowa             |                              | 2:0                          | El. MŚ 1998                  |
| 48.                          | 08.11.1997                   | Tokio                        | Kazachstan                   |                              | 5:1                          | El. MŚ 1998                  |
| 49.                          | 16.11.1997                   | Johor Bahru                  | Iran                         |                              | 3:2                          | El. MŚ 1998                  |
| 50.                          | 15.02.1998                   | Adelajda                     | Australia                    |                              | 3:0                          | towarzyski                   |
| 51.                          | 07.03.1998                   | Tokio                        | Chiny                        |                              | 0:2                          | towarzyski                   |
| 52.                          | 01.04.1998                   | Seul                         | Korea Południowa             |                              | 1:2                          | towarzyski                   |
| 53.                          | 17.05.1998                   | Tokio                        | Paragwaj                     |                              | 1:1                          | towarzyski                   |
| 54.                          | 24.05.1998                   | Jokohama                     | Czechy                       |                              | 0:0                          | towarzyski                   |
| 55.                          | 03.06.1998                   | Lozanna                      | Jugosławia                   |                              | 0:1                          | towarzyski                   |
| 56.                          | 14.06.1998                   | Tuluza                       | Argentyna                    |                              | 0:1                          | MŚ 1998                      |
| 57.                          | 20.06.1998                   | Nantes                       | Chorwacja                    |                              | 0:1                          | MŚ 1998                      |
| 58.                          | 26.06.1998                   | Lyon                         | Jamajka                      |                              | 1:2                          | MŚ 1998                      |

| Reprezentacja Japonii | Reprezentacja Japonii | Reprezentacja Japonii |
| Rok                   | Mecze                 | Gole                  |
| --------------------- | --------------------- | --------------------- |
| 1995                  | 14                    | 1                     |
| 1996                  | 13                    | 2                     |
| 1997                  | 22                    | 1                     |
| 1998                  | 9                     | 0                     |
| Razem                 | 58                    | 4                     |

## Kariera trenerska
Yamaguchi w latach 2012–2014 był trenerem zespołu Yokohama FC, występującego na drugim poziomie rozgrywkowym w Japonii. Podczas pracy w drużynie z Jokohamy Yamaguchi nie odniósł większych sukcesów trenerskich.

## Sukcesy
Yokohama Flügels
- Azjatycki Puchar Zdobywców Pucharów (1): 1994/95
- Azjatycki Superpuchar (1): 1995
- Puchar Cesarza (2): 1993, 1998

Nagoya Grampus
- Puchar Cesarza (1): 1999

Albirex Niigata
- Mistrzostwo J2 League (1) : 2003

Yokohama FC
- Mistrzostwo J2 League (1) : 2006